# Blaenau Gwent
Blaenau Gwent är en kommun (principal area) med county borough-status i södra Wales. Den gränsar till Monmouthshire, Torfaen, Caerphilly och Powys. Huvudort är Ebbw Vale.
Kommunen upprättades den 1 april 1996. Området täcker det mesta av det tidigare distriktet Blaenau Gwent. Llanelli blev då överfört till det återupprättade Monmouthshire.

## Orter ochcommunitiesi Blaenau Gwent
- Abertillery
- Badminton
- Beaufort
- Brynmawr
- Cwm
- Ebbw Vale (består av Ebbw Vale North och Ebbw Vale South)
- Garnlydan
- Llanhilleth
- Nantyglo and Blaina
- Rassau
- Tredegar